# Calshot Castle
Calshot Castle är ett slott i Storbritannien.   Det ligger i grevskapet Hampshire och riksdelen England, i den södra delen av landet, 110 km sydväst om huvudstaden London. Calshot Castle ligger 3 meter över havet.
Terrängen runt Calshot Castle är platt. Havet är nära Calshot Castle söderut. Runt Calshot Castle är det tätbefolkat, med 343 invånare per kvadratkilometer. Närmaste större samhälle är Southampton, 11,5 km nordväst om Calshot Castle. 